# Roux (robe de chat)

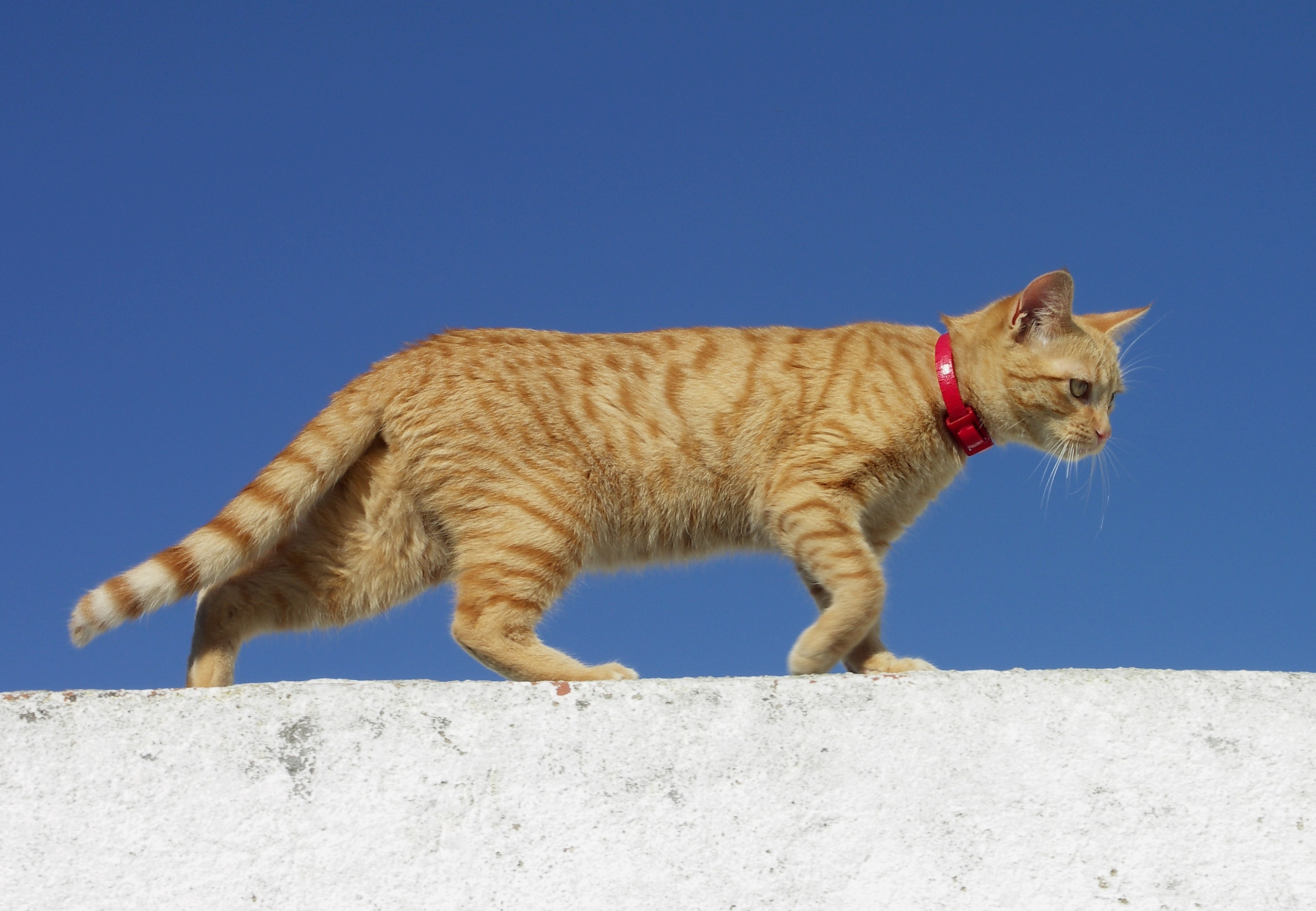
Un chat roux.

Chez le chat, la couleur rousse, Red ou ginger, représente une robe de chat possédant des poils de couleur rousse. Il est codé par le gène O qui se situe sur le chromosome sexuel X.
Il ne faut pas confondre l'ensemble des chats roux avec le chat rubigineux (Prionailurus rubiginosus) qui est une espèce particulière de petit chat « tacheté de rouille » originaire d'Inde.

## Description et apparence[1]

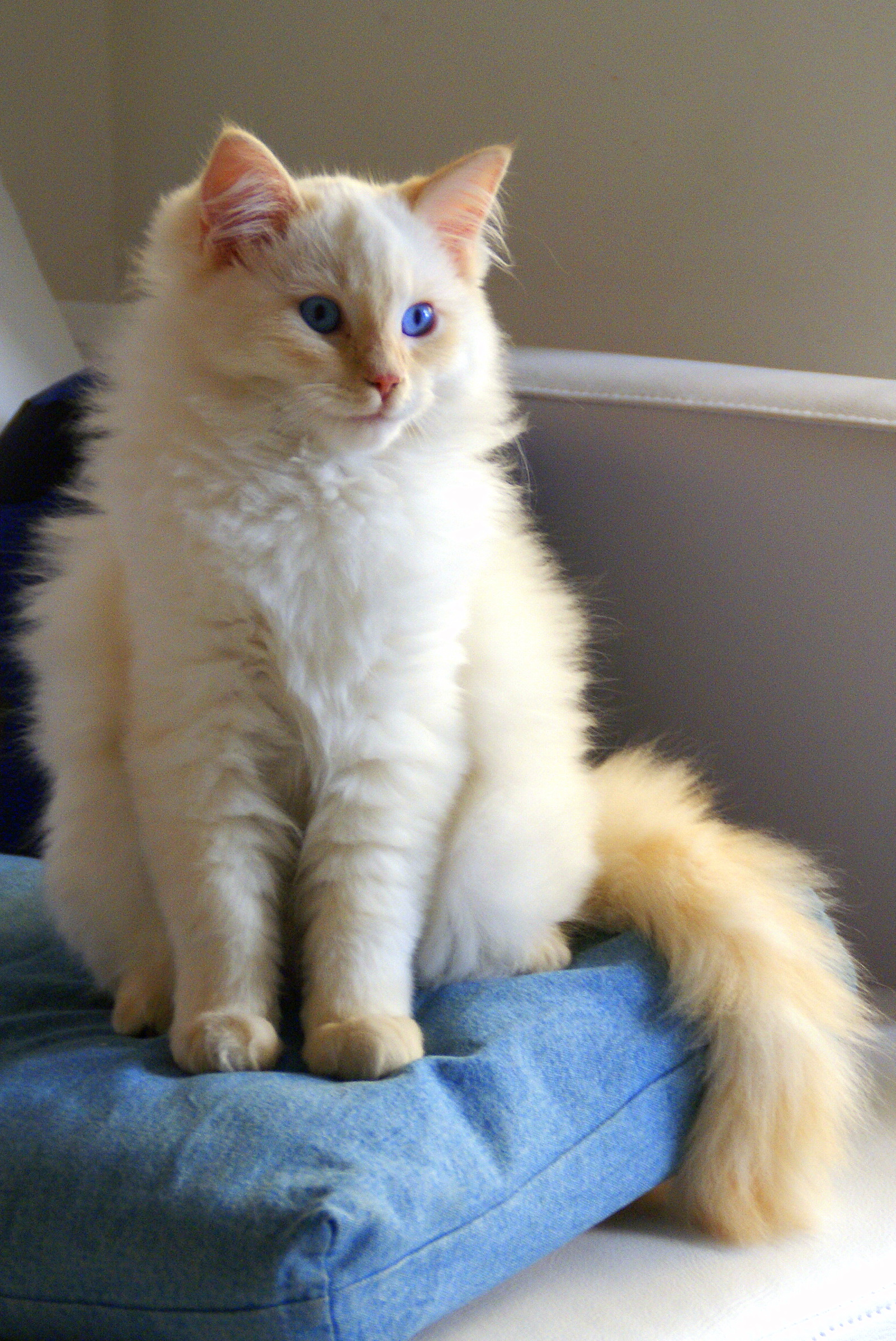
Ragdoll Red colourpoint, dit Flame Point.

La robe rousse est composée de poils de couleur sable à rouge. La répartition de la couleur sur le corps varie en fonction du patron. Le pigment présent dans le poil est le trichochrome qui est dérivé des phaeomélanines.
La robe rousse peut être diluée par l'action de l'allèle D et provoque l'apparition de la couleur crème. L'action simultanée de l'allèle D et de l'allèle Dm transforme le roux en la couleur abricot.
Ils sont plus sujets au cancer de la peau. En raison de leur coloration légère, il est préférable de garder les chats roux à l'intérieur lorsque l’indice UV est élevé.
Tout comme les humains, les chats roux peuvent avoir des taches de rousseur. Cependant, contrairement aux taches de rousseur humaines, les taches de rousseur de chat sont noires. Ils peuvent être présents dans tout le corps, mais sont généralement plus abondants sur le nez. De plus, la quantité de taches de rousseur qu'un chat roux a se multiplie généralement à mesure qu'il vieillit.

## Félinotechnie

### Nomenclature et classification

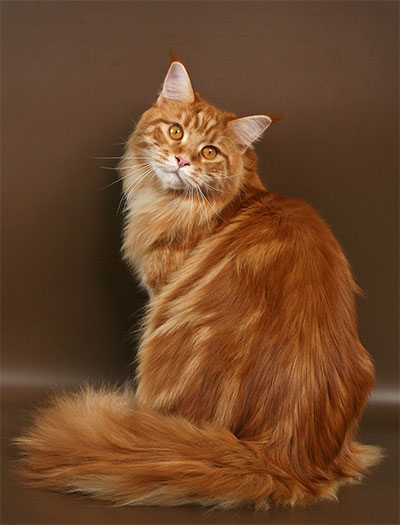
Maine coon Red classic tabby.

Dans le milieu de l'élevage félin francophone, la nomination d'une robe de chat est traditionnellement composée d'un mélange de terme anglais et français. Ainsi les couleurs sont directement traduites en français : noir (Black), bleu (Blue), roux (Red), etc.

### Génétique et sexe des chats roux
Le gène O codant l'apparition des poils roux porte deux allèles : l’allèle orange « O » qui est la forme dominante (xO) et qui produit une robe rousse, et l'allèle non-orange « o » qui est la forme récessive (xo). Le gène orange influence l'expression des gènes noir et agouti, il est épistatique sur ces deux gènes. L'allèle O masque l'effet du gène noir, alors que l'allèle o n'aura pas d'effet sur ce locus. La couleur bleue, lilas ou fawn va plutôt être masqué par un chat dont la robe est de couleur crème (roux dilué)
Près de 80% des chats roux sont des mâles, 20% sont des  femelles. Le gène O est un gène lié au sexe, il ne se trouve que sur le chromosome sexuel X (un mâle est XY et donc hémizygote pour ce gène, une femelle est XX). Un mâle n'est porteur que d'un exemplaire de l'allèle (O ou o) alors qu'une femelle en porte deux. C'est pour cette raison qu'un mâle porteur de l'allèle O ne peut être que roux (OY) ou non-roux (oY) alors qu'une femelle peut être rousse (OO) ou écaille-de-tortue (Oo) en raison de la co-dominance du noir et du roux.
Pour obtenir des chats entièrement roux (mâles ou femelles) ou porteurs du gène roux, différentes options de croisements sont possibles :
- le croisement d'un mâle roux (OY) et d'une femelle entièrement rousse (donc OO) donnera 100% de chatons roux (50% de mâles et 50% de femelles).
- le croisement d'un mâle roux (OY) et d'une femelle tortue (donc Oo) donnera 50% de roux, 25 % de tortie ou calico et 25% de non-roux.
- le croisement d'un mâle roux (OY) et d'une femelle non-rousse (donc oo) donnera 50% de femelles Torties (Oo) et 50% de mâles noirs (oY).
- le croisement d'un mâle non-roux (oY) et d'une femelle entièrement rousse (donc OO) donnera 50% de femelles tortie ou calico et 50% de mâles roux.
- le croisement d'un mâle non-roux (oY) et d'une femelle tortie (donc Oo) donnera 50% de chatons non-roux, 25 % de tortie ou calico et 25% de mâles roux.

La présence du gène de dilution (Di) transformera le roux en crème.

## L'Homme et le chat roux

### Chats roux célèbres et de fictions
Les chats roux apparaissent souvent dans les écrans et ont inspiré de nombreux auteurs, scénaristes et réalisateurs. Voici une liste de chats roux célèbres issus dans la fiction : 
- Le célèbre Garfield, personnage de bande dessinée, est sans doute le chat roux le plus connu.
- Azraël, le méchant chat du sorcier Gargamel dans la bande dessinée Les Schtroumpfs
- Chat Potté dans Shrek
- Thomas O'Malley, le chat errant qui vient au secours de Duchesse et ses petits dans le dessin animé Les Aristochats (1970).
- Oliver, le personnage principal du dessin animé Oliver et Compagnie, Disney.
- Jones, seul survivant avec Ripley à la fin du film Alien
- Pattenrond, le chat d'Hermione dans la saga Harry Potter
- Le chat roux qui apporte le journal du lendemain à Gary Obson dans la série Demain à la une
- Etoile de Feu, le personnage principal de la série "La guerre des Clans"
- Spot, le chat de Data dans la série Star Trek : La Nouvelle Génération
- Cheeto dans le film Gone Girl
- Orangey dans le film d'adaptation Diamants sur canapé